# Гусов, Юрий Солтанбекович
Ю́рий Солтанбе́кович Гу́сов (осет. Гусаты Солтанбекы фырт Юрий; 18 марта 1940, Владикавказ — 8 марта 2002, Владикавказ) — советский борец вольного стиля, чемпион мира (1971) и Европы (1969). Заслуженный мастер спорта по вольной борьбе (1971). Заслуженный тренер СССР (1980).

## Биография
Родился 18 марта 1940 года во Владикавказе Северной Осетии в осетинской семье. Учился в строительном техникуме, откуда его в 15 лет забрал в зал тренер Кермен Суменов. В 18 лет выполняет норму мастера спорта и одерживает первую значимую победу на юношеском первенстве СССР в Харькове. Становится победителем турниров России и СССР. В 1962 году стал призёром первенства СССР. В 1963 году попадает в состав сборной СССР. В этом же году стал чемпионом дружественных Армий в Будапеште, призёром первенства СССР и победителем крупнейшего международного турнира. В 1964 году стал дважды призёром первенства СССР. В 1967 году после окончания Киевского государственного института физической культуры, его тренером становится Арам Ялтырян. В этом же году становится чемпионом СССР и чемпионом Олимпийской недели в Мехико. В 1968 году становится чемпионом СССР, обладателем серебряной медали на чемпионате Европы в Скопле и вторым на международном турнире имени Шахиншаха в Иране. В 1969 году стал чемпионом Европы. В 1970 году чемпион СССР. В 1971 году стал чемпионом мира и СССР. В 1972 году принимал участие в Летних Олимпийских играх в Мюнхене. В 1977 году победитель крупнейшего международного турнира по вольной борьбе. Пятикратный чемпион Вооруженных Сил СССР. Долгие годы работал старшим тренером в ЦСКА. Был тренером сборной СССР. Сделал большой вклад в развитие вольной борьбы в Осетии.
В 2002 году неожиданно для всех Юрий Гусов ушёл из жизни.

## Спортивные достижения
- Чемпион мира в Софии (1971)
- Чемпион Европы в Софии (1969)
- Трёхкратный чемпион СССР (1967, 1968, 1970)
- Чемпион дружественных Армий в Будапеште (1963)
- Чемпион Олимпийской недели в Мехико (1967)
- Пятикратный чемпион Вооруженных Сил СССР